# Championnats d'Europe de course en ligne de canoë-kayak 2016
Navigation
Račice 2015 Plovdiv 2017
Les championnats d'Europe de course en ligne de canoë-kayak de 2018 sont la 28e édition de cette compétition organisée par l'Association européenne de canoë, voyant s'affronter les meilleurs pratiquants masculins et féminins de canoë-kayak du continent européen.
Cette édition se déroule à Moscou (Russie) du 24 au 26 juin 2016.
La Hongrie est la nation la plus médaillée avec 14 médailles dont 5 en or. La Russie est aussi la nation la plus titrée avec la Hongrie avec 5 médailles d'or.

## Résultats

### Hommes
| Épreuves   | Or                                                                               | Or              | Argent                                                                    | Argent          | Bronze | Bronze          |
| ---------- | -------------------------------------------------------------------------------- | --------------- | ------------------------------------------------------------------------- | --------------- | --- | --------------- |
| C-1 200 m  | Andrey Kraitor (RUS)                                                             | 39 s 080        | Henrikas Žustautas (LTU)                                                  | 39 s 432        | Artsem Kozyr (BLR) | 39 s 440        |
| C-1 500 m  | Martin Fuksa (CZE)                                                               | 1 min 48 s 520  | Mikhail Pavlov (RUS)                                                      | 1 min 50 s 548  | Oleg Tarnovschi (MDA) | 1 min 50 s 832  |
| C-1 1000 m | Sebastian Brendel (GER)                                                          | 3 min 51 s 248  | Serghei Tarnovschi (MDA)                                                  | 3 min 52 s 164  | Martin Fuksa (CZE) | 3 min 52 s 688  |
| C-1 5000 m | Tamás Kiss (HUN)                                                                 | 22 min 15 s 350 | Ronald Verch (GER)                                                        | 22 min 19 s 180 | Mateusz Kaminski (POL) | 22 min 48 s 500 |
| C-2 200 m  | Biélorussie Hleb Saladukha Aliaksandr Vauchetski                                 | 36 s 996        | Allemagne Stefan Kiraj Stefan Holtz                                       | 37 s 216        | Russie Alexander Kovalenko Andrey Kraitor                                                                                                   | 37 s 464        |
| C-2 500 m  | Russie Viktor Melantyev Ivan Shtyl                                               | 1 min 41 s 216  | Roumanie Josif Chirilă Victor Mihalachi                                   | 1 min 42 s 796  | Ukraine Vitaliy Verheles Denys Kamerylov | 1 min 43 s 520  |
| C-2 1000 m | Russie Alexey Korovashkov Ilya Pervukhin                                         | 3 min 37 s 804  | Biélorussie Andrei Bahdanovich Aliaksandr Bahdanovich                     | 3 min 40 s 212  | Hongrie Henrik Vasbányai Róbert Mike | 3 min 40 s 532  |
| C-4 1000 m | Russie Kirill Shamshurin Viktor Melantyev Rasul Ishmukhamedov Vladislav Chebotar | 3 min 25 s 044  | Ukraine Denys Kovalenko Vitaliy Verheles Denys Kamerylov Eduard Shemetylo | 3 min 26 s 736  | Roumanie Josif Chirilă Adi-Aurelian Grozuta Petre Condrat Simion Cosmin                                                                     | 3 min 26 s 884  |
| K-1 200 m  | Liam Heath (GBR)                                                                 | 34 s 412        | Petter Menning (SWE)                                                      | 34 s 872        | Aleksejs Rumjancevs (LAT) Ignas Navakauskas (LTU)                                                                                           | 35 s 072        |
| K-1 500 m  | Tom Liebscher (GER)                                                              | 1 min 37 s 684  | René Holten Poulsen (DEN)                                                 | 1 min 39 s 184  | Bence Nádas (HUN) | 1 min 39 s 192  |
| K-1 1000 m | Fernando Pimenta (POR)                                                           | 3 min 29 s 040  | René Holten Poulsen (DEN)                                                 | 3 min 32 s 296  | Bálint Kopasz (HUN) | 3 min 32 s 656  |
| K-1 5000 m | Fernando Pimenta (POR)                                                           | 20 min 09 s 690 | René Holten Poulsen (DEN)                                                 | 20 min 11 s 870 | Aleh Yurenia (BLR) | 20 min 12 s 420 |
| K-2 200 m  | Serbie Nebojša Grujić Marko Novaković                                            | 31 s 284        | Hongrie Bence Horváth Máte Szomolányi                                     | 31 s 332        | Allemagne Ronald Rauhe Tom Liebscher | 31 s 384        |
| K-2 500 m  | Slovaquie Martin Jankovec Gabor Jakubik                                          | 1 min 29 s 712  | Espagne Gabriel Campo Ruben Millan                                        | 1 min 29 s 984  | Biélorussie Vitaliy Bialko Raman Piatrushenka                                                                                               | 1 min 30 s 816  |
| K-2 1000 m | Allemagne Max Hoff Marcus Gross                                                  | 3 min 12 s 732  | Hongrie Tibor Hufnágel Bence Dombvári                                     | 3 min 13 s 008  | Serbie Marko Tomićević Milenko Zorić | 3 min 13 s 832  |
| K-4 500 m  | Hongrie Bence Nádas Péter Molnár Sándor Tótka Tamás Somorácz                     | 1 min 19 s 760  | Slovaquie Denis Myšák Juraj Tarr Erik Vlček Tibor Linka                   | 1 min 20 s 560  | Espagne Francisco Cubelos Albert Marti Roi Rodriguez Diego Cosgaya Russie Artem Kuzakhmetov Oleg Gusev Aleksandr Sergeev Vladislav Blintcov | 1 min 21 s 228  |
| K-4 1000 m | Slovaquie Denis Myšák Juraj Tarr Erik Vlcek Tibor Linka                          | 2 min 51 s 640  | Russie Kirill Lyapunov Roman Anoshkin Vasily Pogreban Oleg Zhestkov       | 2 min 52 s 156  | Pologne Martin Brzezinski Rafal Rosolski Bartosz Stabno Norbert Kuczynski                                                                   | 2 min 53 s 440  |

### Femmes
| Épreuves   | Or                                                                       | Or              | Argent                                                                             | Argent          | Bronze                                                                   | Bronze          |
| ---------- | ------------------------------------------------------------------------ | --------------- | ---------------------------------------------------------------------------------- | --------------- | ------------------------------------------------------------------------ | --------------- |
| C-1 200 m  | Olesia Romasenko (RUS)                                                   | 47 s 616        | Staniliya Stamenova (BUL)                                                          | 48 s 712        | Paula Postaru (ROU)                                                      | 49 s 116        |
| C-2 500 m  | Biélorussie Nadzeya Makarchanka Alena Nazdrova                           | 2 min 02 s 672  | Russie Irina Andreeva Olesia Romasenko                                             | 2 min 03 s 752  | Hongrie Virág Balla Kincső Takács                                        | 2 min 04 s 816  |
| K-1 200 m  | Lasma Liepa (TUR)                                                        | 40 s 792        | Jess Walker (GBR)                                                                  | 40 s 940        | Ivana Kmetova (SVK)                                                      | 41 s 000        |
| K-1 500 m  | Danuta Kozák (HUN)                                                       | 1 min 48 s 600  | Franziska Weber (GER)                                                              | 1 min 49 s 324  | Emma Jørgensen (DEN)                                                     | 1 min 49 s 576  |
| K-1 1000 m | Kristina Bedec (SRB)                                                     | 4 min 00 s 840  | Tamara Takács (HUN)                                                                | 4 min 00 s 988  | Conny Wassmuth (GER)                                                     | 4 min 03 s 128  |
| K-1 5000 m | Maryna Litvinchuk (BLR)                                                  | 22 min 23 s 450 | Dóra Bodonyi (HUN)                                                                 | 22 min 24 s 550 | Yuliana Salakhova (RUS)                                                  | 22 min 25 s 750 |
| K-2 200 m  | Allemagne Franziska Weber Tina Dietze                                    | 37 s 548        | Russie Elena Terekhova Anastasia Nevskaya                                          | 38 s 296        | Biélorussie Marharyta Makhneva Maryna Litvinchuk                         | 38 s 448        |
| K-2 500 m  | Hongrie Gabriella Szabó Danuta Kozák                                     | 1 min 41 s 316  | Allemagne Sabrina Hering Steffi Kriegerstein                                       | 1 min 42 s 556  | Biélorussie Nadzeya Liapeshka Maryna Litvinchuk                          | 1 min 43 s 564  |
| K-2 1000 m | Serbie Milica Starović Dalma Ružičić-Benedek                             | 3 min 38 s 564  | Hongrie Tamara Takács Erika Medveczky                                              | 3 min 40 s 444  | Roumanie Ciuta Florida Iulia Taran                                       | 3 min 43 s 840  |
| K-4 500 m  | Hongrie Gabriella Szabó Tamara Csipes Danuta Kozák Krisztina Fazekas-Zur | 1 min 30 s 940  | Biélorussie Marharyta Makhneva Volha Khudzenka Nadzeya Liapeshka Maryna Litvinchuk | 1 min 31 s 380  | Allemagne Franziska Weber Steffi Kriegerstein Sabrina Hering Tina Dietze | 1 min 32 s 280  |

## Tableau des médailles
| Rang  | Nation          | Or | Argent | Bronze | Total |
| ----- | --------------- | -- | ------ | ------ | ----- |
| 1     | Hongrie         | 5  | 5      | 4      | 14    |
| 2     | Russie          | 5  | 4      | 3      | 12    |
| 3     | Allemagne       | 4  | 4      | 3      | 11    |
| 4     | Biélorussie     | 3  | 2      | 5      | 10    |
| 5     | Serbie          | 3  | 0      | 1      | 4     |
| 6     | Slovaquie       | 2  | 1      | 1      | 4     |
| 7     | Portugal        | 2  | 0      | 0      | 2     |
| 8     | Grande-Bretagne | 1  | 1      | 0      | 2     |
| 9     | Tchéquie        | 1  | 0      | 1      | 2     |
| 10    | Turquie         | 1  | 0      | 0      | 1     |
| 11    | Danemark        | 0  | 3      | 1      | 4     |
| 12    | Roumanie        | 0  | 1      | 3      | 4     |
| 13    | Espagne         | 0  | 1      | 2      | 3     |
| 14    | Lituanie        | 0  | 1      | 1      | 2     |
| 14    | Moldavie        | 0  | 1      | 1      | 2     |
| 14    | Ukraine         | 0  | 1      | 1      | 2     |
| 17    | Bulgarie        | 0  | 1      | 0      | 1     |
| 17    | Suède           | 0  | 1      | 0      | 1     |
| 19    | Pologne         | 0  | 0      | 2      | 2     |
| 20    | Lettonie        | 0  | 0      | 1      | 1     |
| Total | Total           | 27 | 27     | 29     | 77    |